# GNU LibreJS
GNU LibreJS est un paquet GNU, extension pour les navigateurs web basés Mozilla dont la fonction est de bloquer le JavaScript ne répondant pas aux critères du logiciel libre.

## Philosophie du programme
Dans son essai Le piège JavaScript, Richard Stallman considère que le JavaScript non libre ou utilisé dans certaines conditions détaillées dans l'article, nuit aux libertés de l'utilisateur et doit être bloqué.
Ainsi, contrairement à d'autres extensions comme NoScript qui bloquent tout le JavaScript, LibreJS bloque le JavaScript ne respectant pas la philosophie du logiciel libre.